# All-on-4
 (juin 2021).

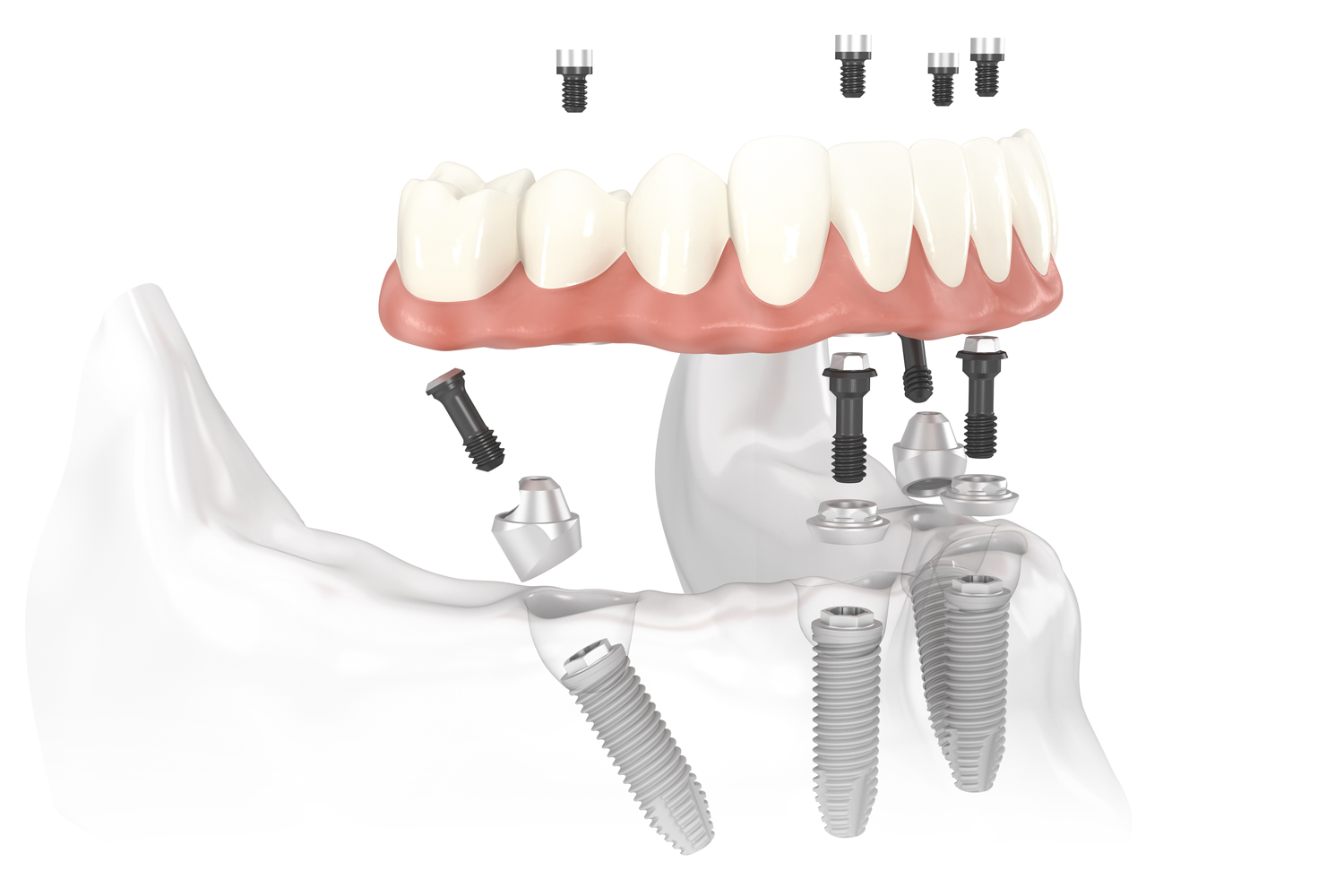
Cette image de Nobel Biocare montre le fonctionnement de la solution All-on-4

Le terme All-on-4, également connu sous le nom de All-on-Four et All-in-Four, fait référence à toutes les Dents soutenues sur quatre implants dentaires, une technique chirurgicale et prothétique, pour la réhabilitation totale d'un patient édenté ou pour un patient atteint de parodontite avancée ou ayant les dents très abîmées (par exemple, une carie). Cette procédure consiste en la réhabilitation de l'os maxillaire et/ou de la mandibule avec une prothèse dentaire complète fixe en plaçant quatre implants dans la mâchoire, là où la densité osseuse est plus élevée. Les quatre implants supportent une prothèse fixe de 10 à 14 dents.

## Origine du concept
Le fabricant d'implants Nobel Biocare de Göteborg, en Suède, a été parmi les premiers à promouvoir et proposer un système spécifique à la technique All-on-4 comme une alternative potentielle valide et économique aux techniques d'implants conventionnelles, et a financé des études par dentiste portugais Paulo Maló pour déterminer l'efficacité de cette approche,. Pendant ce temps, cette technique a également été utilisée par divers autres cliniciens à travers le monde.
Le concept all-on-4 a été consolidé avant même que son nom ne soit inventé en 2003, par les travaux de Per Ingvar Brånemark et ses collègues de la fin des années 1960 avec l'installation de 4 (ou 6) implants pour soutenir une prothèse fixe complète dans le maxillaire ou la mandibule, une fois de plus par Brånemark et ses collègues du début des années 1990 avec leur nouveau protocole impliquant des composants préfabriqués et des guides chirurgicaux et la mise en charge immédiate de la prothèse fixe complète permanente installée le même jour, la méthode dite Brånemark Novum, par les travaux de Krekmanov et ses collègues du début des années 1990, avec leur idée d'incliner les implants mandibulaires et maxillaires postérieurs pour un meilleur soutien de la prothèse, et par les travaux de Mattsson et ses collègues du début des années 1990 avec quatre à six implants dans le maxillaire ayant les implants les plus postérieurs sur chaque côté est angulé.
Par conséquent, la technique All-on-4 consiste davantage à inventer un nouveau nom qu'à créer une nouvelle technique.

## Description technique
All-on-4 n'est pas une invention, mais plutôt une technique de traitement qui a évolué au fil du temps et qui présente les caractéristiques suivantes :
- quatre implants dentaires pour soutenir un bridge fixe complet (documenté depuis 1977)[12]
- les 2 implants  les plus à l'avant sont à la verticale et les 2 implants les plus au fond sont placés à un angle de 30 à 45 degrés par rapport à la verticale pour pallier les déficiences osseuses ou les structures anatomiques (documentées depuis 1990)[13]
- chargement immédiat avec dents fixes provisoires (documenté depuis 1990)[14]

Le concept de traitement All-on-4 est une technique d'implantation dentaire (c'est-à-dire le remplacement des dents manquantes) qui permet un remplacement permanent, pour l'ensemble des dents supérieures et/ou inférieures avec un bridge ou une prothèse. La procédure est la meilleure pour les patients présentant une perte dentaire importante, et pour les personnes dont la perte osseuse dans la région de la mâchoire les empêche d'obtenir des implants dentaires (verticaux) à orientation conventionnelle. Souvent, la perte dentaire s'accompagne d'une perte de l'os de la mâchoire, ce qui pose le problème de la reconstruction de l'os de la mâchoire nécessitant une greffe osseuse . La technique All-on-4 tire parti de l'os dense qui reste dans la partie avant des mâchoires, et en plaçant les deux implants postérieurs sur un angle pour éviter les cavités sinusales dans la mâchoire supérieure et le canal nerveux dans la mâchoire inférieure . Pour que la mise en œuvre soit réussie, une analyse minutieuse de la structure osseuse doit être effectuée. La méthode la plus idéale pour évaluer l'os est la tomodensitométrie à faisceau conique (CBCT). Le protocole All-on-4 consiste à placer au moins quatre implants dans une mâchoire. Les implants du fond sont généralement inclinés d'environ 30 à 45 degrés par rapport à l' occlusion (plan de morsure). L'implant est placé devant le sinus maxillaire dans la mâchoire supérieure (maxillaire) et devant le nerf mandibulaire dans la mâchoire inférieure (mandibule). La tête de l'implant émerge approximativement dans la deuxième position prémolaire. Cela permettra à une molaire d'être en porte-à-faux vers l'arrière, ce qui donnera une prothèse ou un pont avec environ douze dents.

### Variante à 5, 6, 7 ou 8 implants
Il existe des variantes de cette technique avec un nombre d'implants différents. Avec 6 implants il s'agit d'un All-on-6 ou avec 8 implants All-on-8. Le nombre d'implants à utiliser dépend des conditions osseuses et du nombre de dents souhaitées. On pose généralement 10 à 12 dents sur 4 ou 6 implants et 12 à 14 dents sur 8 implants. 

## Charge immédiate des implants
Cette technique permet au patient d'avoir directement des dents fixées sur les implants (en quelques jours). La charge immédiate n'a pas d'influence négative sur le taux de succès des implants, à condition de respecter certaines précautions et d'utiliser certaines technologies avancées.
Il est recommandé de ne pas poser les dents définitives directement mais de passer par une période de 4 à 6 mois avec des dents provisoires pour différentes raisons :
Les implants ont un taux de succès de 98 %, donc si un des implants ne présente pas une bonne intégration osseuse il faudra le remplacer, ce qui pourrait nécessiter de recommencer la prothèse.
La prothèse est placée peu de temps après la chirurgie alors que la gencive est encore gonflée, lorsque la gencive dégonfle, il est possible de voir apparaître un espace entre la prothèse et la gencive. La perte de volume de la gencive est encore plus importante dans le cas où les extractions sont faites directement avant la pose des implants.
Enfin le changement d'occlusion peut générer des mouvements mal coordonnés de la gencive qui peuvent occasionner des claquements des dents, ce qui peut fragiliser prématurément les prothèses.